# 龙族 (江南)
《龙族》是中国大陆作家江南撰写的长篇奇幻小说，2009年10月1日于《漫客·小说绘》开始连载。单行本已发售四部六卷，分别为《龙族Ⅰ 火之晨曦》《龙族Ⅱ 悼亡者之瞳》《龙族Ⅲ 黑月之潮（上、中、下）》《龙族Ⅳ 奥丁之渊》。第一部于2010年4月首次出版，第二部于2011年5月出版，第三部上篇于2012年12月出版，第三部中篇于2013年7月出版，第三部下篇于2013年12月出版，第四部则于2015年10月出版，第五部《龙族Ⅴ 悼亡者的归来》于2018年5月15日在QQ阅读平台开始连载。至2018年，据悉累计的销量已经超过2100万册。

## 内容简介

### 《龙族Ⅰ 火之晨曦》
路明非从小到大都是个废物，一封来自卡塞尔学院的来信改变了他平淡的人生。诺诺从放映厅里把路明非从窘境中捞出来后，他决定入学卡塞尔学院。黑色的直升机划过天际，陌生国度的大门向他缓缓开启，平凡的中国小孩走上不平凡的屠龙之路。而遥远的卡塞尔学院却处处透着神秘－－奇怪的课程、搞笑的学长、疯狂的教师、骄傲的同学等。路明非刚刚进入学校就遭遇了无数的怪事。但是，随之而来的挑战也开始了，等级考试、言灵考验、地图搜索。龙的世界也终于在水下露出了神秘面纱。

### 《龙族Ⅱ 悼亡者之瞳》
路明非在生日那天收到了同学聚会的邀请，也同时接受了来自卡塞尔学院的任务。卡塞尔学院的学生、路明非的师兄楚子航独自承担了全部的任务，并且圆满完成。二人立即飞往芝加哥，开始了新的学期。在芝加哥，他们邂逅了漂亮师妹夏弥。同时，昂热校长来到此地，带领路明非以亿元天价拍下了“七宗罪”。而当他们在六旗游乐园的过山车上开始庆祝吐槽时，一个意外发生了——过山车面临离奇崩塌，楚子航不得不冒险使用“爆血”技能将事故化解。而因为血统的不稳定，他也面临着来自校董会的审判，就在审判结束后，猎人网站却传来了令人震惊的消息——大地与山之龙王在北京苏醒。全世界的混血种精英纷纷飞往北京，而酒徳麻衣团体也在北京布下了"杀龙之局“：魔兽世界副本、英雄级路明非账号、全方位监控。路明非和他的伙伴们纷纷潜入北京地铁，开始了新一轮的屠龙历程。

### 《龙族Ⅲ 黑月之潮（上）》
1991年冬，军人邦达列夫到达西伯利亚无名港口，他在那里看到了龙族骨骸与基因试验。但是谁也不曾料到，他的到来为这个绝密的基地带来了毁灭。港口爆炸后，他携带神秘物品离开，从此龙族世界的命运发生了改变。与此同时，一个神秘男孩带着女孩儿雷娜塔也悄悄离开了西伯利亚。20年后，日本海域发现龙类心跳信号，校长昂热亲自制定SS计划，混血种少年恺撒、楚子航、路明非接受特别任务空降日本。一到东京，他们就受到了日本分部的盛情接待，执行员源稚生成为他们的导游。三个性格各异的少年带着任务压力来到东京，见分部领袖、交日本朋友、同时也流连街头夜生活、商场购物街，玩得不亦乐乎。随后，三人正式开始水下任务，深潜器将恺撒小组送至八千米深的海域，他们见到了令人惊叹的龙族城市。就在此时，龙类胚胎开始孵化，深潜器突然出现问题，日本分部失去联系，情况变得万分危急，三个少年将面临有史以来最严峻的考验。

### 《龙族Ⅲ 黑月之潮（中）》
日本海沟深处发现龙类遗迹，卡塞尔学院王牌专员组楚子航、恺撒、路明非下潜途中遭遇龙类袭击。三人组获救后试图通过日本的安全港联系学员本部，不料遭到蛇岐八家派来的暴走族“赤备”的疯狂追杀。没有任何体力和装备的三人几近被赶上绝路。死里逃生之后三人流落到东京街头牛郎店。与此同时，由黑帮操控的整个日本分部叛离，校长昂热只身一人来到日本分部，与自己昔日的弟子犬山贺兵刃相见，卡塞尔学院与蛇岐八家彻底决裂。对于卡塞尔三人组来说，日本牛郎店高天原是个完美的庇护所，恺撒和楚子航迅速俘获了大量粉丝，成为高天原镇店之宝。最危险的地方即安全的地方，源氏重工的里区地下水道入口居然就在高天原，为了复仇，为了找到蛇岐八家的秘密，他们决定夜探源氏重工！但事情不会那么顺利，他们遭遇了大量死侍的进攻，并且，终于见到了——白王血裔，和传说中的皇。

### 《龙族Ⅲ 黑月之潮（下）》
卡塞尔三人组从源氏重工撤出后，再次陷入东京暗流。路明非与绘梨衣为躲避蛇岐八家的追捕，躲进了情人旅馆。绘梨衣是开启白王宝藏的钥匙之一，恺撒与楚子航希望路明非能将绘梨衣带离日本。与此同时，酒德麻衣和薯片妞执行老板的“东京爱情故事”计划，要促成路明非与绘梨衣之间的世纪婚礼，然而路明非却背叛了计划，将绘梨衣送回了蛇岐八家。在源稚生的带领下，蛇岐八家挖掘出了藏骸之井。猛鬼众首领王将和政宗在东京塔展开谈判，源稚生却突然到来，战斗陡生，政宗葬生火海，王将却死而复生。源稚女与卡塞尔合作，欲与源稚生和解。白王却在此时苏醒，东京面临毁灭危机，副校长带卡塞尔装备部空降东京，全面介入危机。源稚生与源稚女在红井对决，两人却败给宿命，双双重伤。王将再次死而复活，以绘梨衣身体为容器抽出白王之血，贯通黄泉之路进化为白王。路明非目睹绘梨衣之死而悲伤欲绝，再次与路鸣泽完成交易。王与王的战争在天空打响，龙类的战争，从来不死不休。

### 《龙族Ⅳ 奥丁之渊》
路明非成为了卡塞尔学院的新任学生会主席，偶然中路明非发现，楚子航消失了，除了他，其他人都不记得有这个人曾经存在，并怀疑他在任务中脑震荡。路明非在痛苦中挣扎，找到远在小岛上上新娘课程的诺诺。他并不知道在他离开学院的当天，学院遭受袭击，蒙受重大损失，而他成为了事件的最大嫌疑人。一切充满了诡异，而芬格尔从古巴千里迢迢赶来助阵，由此路明非和芬格尔、诺诺决定回到了楚子航的故乡，寻找楚子航曾经留下的痕迹。却在无意中与诺诺闯入楚子航当年遇过的尼伯龙根。奥丁再次出现，长枪直指诺诺。路明非为了救诺诺，求助路明泽。

### 《龙族Ⅴ 悼亡者的归来》
2018年开始连载，目前正在连载中。

## 名词解释
| 龍族         | 曾经统治世界的种族。 |
| 混血种       | 人类与龙族混血产生的混血人类。继承龙族优秀的血统使他们拥有过人的身体素质，并能使用言灵。龙血纯度越高的混血种力量就越强，但一旦超过50%龙族血统将不可控制，混血种也将转化为没有理智的怪物“死待”。                                             |
| 言灵         | 龙族血裔拥有的超自然能力，在自身“领域”内使用龙文会形成一种规则。迄今，记录在册的言灵能力一共有118种，它们组合在一起，可以组成一张言灵周期表。序列号越高，言灵越不稳定，越危险，使用时对于释放者的反噬也越重。混血种一般显著地拥有一种言灵。 |
| 爆血         | 一种禁忌技术，短瞬间活化龙族血统，副作用可能突破临界血限。关于暴血的分级尚有争议 |
| 杀戮意志     | 龙族特有的精神力量，又称嗜血基因，在龙族愤怒状态下会有攻击一切目标的冲动。 |
| 血之哀       | 混血种特有的龙族血脉使他们天然的与普通人类产生隔阂，最后导致不可抗拒的强烈孤独感。 |
| 龙文         | 破译的龙文共76句，龙文是死文字，最后一个能读懂龙文的混血种是尼古拉·弗拉梅尔。 |
| 尸守         | 破临界血限的混血种，堕落为龙族控制的不死存在。 |
| 血统评定考试 | Extraction Evaluation Exam，简称3E考试，主要用于鉴定卡塞尔学院学生的龙族血统。 |
| 灵视         | 族血裔对于“龙文”产生共鸣，可以出现脑内的“龙文”。 |
| 弗里嘉子弹   | 一种炼金弹头，击中目标时，会迅速汽化，不会伤到人，只会留下血一样的痕迹，其中混有微量的麻醉剂。 |
| 五大元素     | 精神（贤者之石）、地、水、风、火 |
| 七宗罪       | “漢堡王”诺顿以炼金术打造的一套刀剑，用以裁决他的七个兄弟姐妹。这组分别刀剑以基督教七宗罪作为名字，在小说之中，其实则是这套刀剑影响了人类的宗教。                                                                                            |

## 出版書籍
连载于《漫客·小说绘》，单行本由知音动漫策划出品，长江出版社出版，已发售四部六卷。
| 集数 | 副标题         | 初版发售日期 | ISBN                   |
| ---- | -------------- | ------------ | ---------------------- |
| 1    | 火之晨曦       | 2010年4月    | ISBN 978-7-80708-935-3 |
| 2    | 悼亡者之瞳     | 2011年5月    | ISBN 978-7-5492-0430-4 |
| 3    | 黑月之潮（上） | 2012年12月   | ISBN 978-7-5492-1646-8 |
| 4    | 黑月之潮（中） | 2013年7月    | ISBN 978-7-5492-2063-2 |
| 5    | 黑月之潮（下） | 2013年12月   | ISBN 978-7-5492-2322-0 |
| 6    | 奥丁之渊       | 2015年12月   | ISBN 978-7-5492-3781-4 |

| 作品名称                                                                                   | 章节列表                                 |
| 《龙族Ⅰ 火之晨曦》                                                                         |                                          |
| ------------------------------------------------------------------------------------------ | ---------------------------------------- |
| 《龙族Ⅰ 火之晨曦》                                                                         | 第一幕 卡塞尔之门（The Gate to Cassell） |
| 《龙族Ⅰ 火之晨曦》                                                                         | 第二幕 黄金瞳（Golden Eyes）             |
| 《龙族Ⅰ 火之晨曦》                                                                         | 第三幕 恺撒（The Dictator）              |
| 《龙族Ⅰ 火之晨曦》                                                                         | 第四幕 青铜城（The Bronze City）         |
| 《龙族Ⅰ 火之晨曦》                                                                         | 第五幕 龙影（Dragon Shadow）             |
| 《龙族Ⅰ 火之晨曦》                                                                         | 第六幕 星与花（Star & Flower）           |
| 《龙族Ⅰ 火之晨曦》                                                                         | 第七幕 弟弟（The Little Brother）        |
| 《龙族Ⅰ 火之晨曦》                                                                         | 第八幕 哥哥（The Big Brother）           |
| 《龙族Ⅰ 火之晨曦》                                                                         | 第九幕 龙墓（Dragon Tomb）               |
| 《龙族Ⅰ 火之晨曦》                                                                         | 第十幕 七宗罪（Seven Deadly Sins）       |
| 《龙族Ⅰ 火之晨曦》                                                                         | 尾声（Afterward）                        |
| 《龙族Ⅱ 悼亡者之瞳》                                                                       |                                          |
| 序章 雨落狂流之暗（A Dark Rainy Day）                                                      |                                          |
| 第一幕 生日蛋糕就是青春的墓碑（Birthday Cake is the Grave of Youth）                       |                                          |
| 第二幕 同学少年都不贱（Every Junior Has A Good Time）                                      |                                          |
| 第三幕 悬赏（Reward）                                                                      |                                          |
| 第四幕 炎魔刀舞（Sword Devil with Flaming Rage）                                           |                                          |
| 第五幕 蒲公英（Dandelion）                                                                 |                                          |
| 第六幕 防火防盗防师兄（Beware of Your Senior）                                             |                                          |
| 第七幕 群龙的盛宴 （Dragons' Feast）                                                       |                                          |
| 第八幕 康河上的叹息（Sigh on the River Cam）                                               |                                          |
| 第九幕 中庭坠落（Roller Coaster Falling Down）                                             |                                          |
| 第十幕 守夜人（Night Watch）                                                               |                                          |
| 第十一幕 婚约（Engagement）                                                                |                                          |
| 第十二幕 龙骨十字（the Cross-shaped Bones）                                                |                                          |
| 第十三幕 血统契约（Blood Contract）                                                        |                                          |
| 第十四幕 罪与罚（Crime & Punishment）                                                      |                                          |
| 第十五幕 幕后的人 （The Inside Man）                                                       |                                          |
| 第十六幕 It's a Beautiful Day                                                              |                                          |
| 第十七幕 悲剧舞台（Tragedy Stage）                                                         |                                          |
| 第十八幕 迷宫（Maze）                                                                      |                                          |
| 第十九幕耶梦加得（Jormungandr）                                                            |                                          |
| 第二十幕 凡王之血必以剑终（Deadly Sword for Every Dragon King）                            |                                          |
| 尾声 每个人的心里都有个死小孩（Lonely Kid Hides In Heart）                                 |                                          |
| 《龙族Ⅲ 黑月之潮（上）》                                                                   |                                          |
| 前传 冰海王座                                                                              |                                          |
| 楔子                                                                                       |                                          |
| 第一章 钦差大臣（Imperial Envoy）                                                          |                                          |
| 第二章 末代皇孙（The Last Royalty）                                                        |                                          |
| 第三章 零号（No.Zero）                                                                     |                                          |
| 第四章 誓言（Oath）                                                                        |                                          |
| 第五章 燃烧的圣诞夜（Burning Christmas Eve）                                               |                                          |
| 第六章 王的裁决（The King's Judgement）                                                    |                                          |
| 第七章 新约（New Testament）                                                               |                                          |
| 正传 黑月之潮（上）                                                                        |                                          |
| 第一章 世纪婚礼（Century Wedding）                                                         |                                          |
| 第二章 无解之结（Non-solution）                                                            |                                          |
| 第三章 战鼓之心（The War Drum's Heart）                                                    |                                          |
| 第四章 黑海白月（Dark Sea White Moon）                                                     |                                          |
| 第五章 日本分部（Japan Segment）                                                           |                                          |
| 第六章 王牌组合（Ace-combination）                                                         |                                          |
| 第七章 黄泉之路（Road Acheron）                                                            |                                          |
| 第八章 极乐天都（Pure Land）                                                               |                                          |
| 第九章 源氏重工（Genji Heavy Industries）                                                  |                                          |
| 第十章 每只象龟心中都有一处温暖的水坑（Each Elephant Tortoise Has a Warm Puddle in Heart） |                                          |
| 第十一章 格陵兰阴影（Greenland Shadow）                                                    |                                          |
| 第十二章 亚种（Subspecies）                                                                |                                          |
| 第十三章 葬神之所（Lasthome of God）                                                       |                                          |
| 第十四章 王的血祭（The King's Blood Sacrifice）                                            |                                          |
| 第十五章 潜龙升空之海（Dragon Sea）                                                        |                                          |
| 《龙族Ⅲ 黑月之潮（中）》                                                                   |                                          |
| 第一章 风与潮之夜（The Night of Wind and Tide）                                            |                                          |
| 第二章 浩劫的轮回（Holocaust Reincarnation）                                               |                                          |
| 第三章 老板（Boss）                                                                        |                                          |
| 第四幕 檀香味头发的女孩（Sandalwood-haired Girl）                                          |                                          |
| 第五章 荆棘丛中的男孩（Boy in the Thorns）                                                 |                                          |
| 第六章 男人的花道（Man's Ikebana）                                                         |                                          |
| 第七章 樱花与红莲（Sakura and Red Lotus）                                                  |                                          |
| 第八幕 进击的老鼠队（Offensive Mouse Team）                                                |                                          |
| 第九章 神国画卷（Picture of God's Kingdom）                                                |                                          |
| 第十章 正义的朋友（The Friends of Justice）                                                |                                          |
| 第十一章 末代皇帝&最后一个克格勃（The Last Emperor & The Last KGB                          |                                          |
| 《龙族Ⅲ 黑月之潮（下）》                                                                   |                                          |
| 第一章 源家次子（The Second Son of Minamoto Family）                                       |                                          |
| 第二章 东京爱情故事（Tokyo Love Story）                                                    |                                          |
| 第三章 古事记（Old Stories）                                                               |                                          |
| 第四章 黑天鹅港的幽灵（The Ghost of Black Swan Port）                                      |                                          |
| 第五章 井中枯鬼（Spirit in the Well）                                                      |                                          |
| 第六章 真红之土（Scarlet Soil）                                                            |                                          |
| 第七章 怪兽组合（Monster Couple）                                                          |                                          |
| 第八章 家庭晚宴（Family Dinner）                                                           |                                          |
| 第九章 我们都是小怪兽（We are All Little Monsters）                                        |                                          |
| 第十章 迎着阳光盛大逃亡（Escape in the Sun）                                               |                                          |
| 第十一章 来自北极的故人（Old Friend from the North Pole）                                  |                                          |
| 第十二章 无天无地之所（Empty Place）                                                       |                                          |
| 第十三章 刺王杀驾之夜（The Night of Assassinating the King）                               |                                          |
| 第十四章 樱之坠（Falling Sakura）                                                          |                                          |
| 第十五章 鬼之路（Evil's way）                                                              |                                          |
| 第十六章 神陨（The Dying of Gods）                                                         |                                          |
| 第十七章 老板娘（Landlady）                                                                |                                          |
| 第十八章 风与潮之夜Ⅱ（The Night of Wind and TideⅡ ）                                       |                                          |
| 第十九章 达摩克利斯之剑（The Sword of Damocles）                                           |                                          |
| 第二十章 漆黑之日（Dark Night）                                                            |                                          |
| 第二十一章 小丑（The Fool）                                                                |                                          |
| 第二十二章 樱怒之日（Sakura's Anger）                                                      |                                          |
| 第二十三章 天谴（The Wrath of Heaven）                                                     |                                          |
| 尾声 さよなら，Friends                                                                     |                                          |
| 《龙族Ⅳ 奥丁之渊》                                                                         |                                          |
| 楔子 通往世界尽头的航船（A Sea Way to the End of the World）                               |                                          |
| 第一章 狂欢夜之舞（Dance in the Gala Night）                                               |                                          |
| 第二章 十五岁少年的葬礼（The Funeral of a 15-year-old Boy）                                |                                          |
| 第三章 新娘养成学院（The College for Brides）                                              |                                          |
| 第四章 元老（Old Head）                                                                    |                                          |
| 第五章 恰同学少年（A Dream of Youth）                                                      |                                          |
| 第六章 苏小妍（Xiaoyan.Sue）                                                               |                                          |
| 第七章 尼伯龙根之门（The Door to Nibelungen）                                              |                                          |
| 第八章 奥丁的阴影（The Shadow of Odin）                                                    |                                          |
| 第九章 无限循环之梦（Dream of Unended Circulation）                                        |                                          |
| 第十章 楚天骄（Tianjiao.Chu）                                                              |                                          |
| 第十一章 邵公子的夏季攻略（Mr.Shao's Plan for Summer）                                     |                                          |
| 第十二章 苏晓樯的夏季攻略（Sue's Plan for Summer）                                         |                                          |
| 第十三章 猎人小屋（Hunter's Hut）                                                          |                                          |
| 第十四章 亡命之徒无路可退（Nesperados No Way Back）                                        |                                          |
| 第十五章 王从天降愤怒狰狞（The Angry King Descending from Heaven）                         |                                          |
| 尾声 The End                                                                               |                                          |

### 漫画版
《龙族》
江南原作，颜开编绘，改编自小说第一部《火之晨曦》，于《知音漫客》连载。单行本共8卷，其中第1、2、7、8卷由长江出版社出版，3－6卷由中国致公出版社出版。
| 集数 | 初版发售日期 | ISBN               |
| ---- | ------------ | ------------------ |
| 1    | 2011年6月    | ISBN 9787549204076 |
| 2    | 2011年6月    | ISBN 9787549204083 |
| 3    | 2011年11月   | ISBN 9787514501292 |
| 4    | 2011年11月   | ISBN 9787514501308 |
| 5    | 2012年3月    | ISBN 9787514501865 |
| 6    | 2012年3月    | ISBN 9787514501896 |
| 7    | 2013年7月    | ISBN 9787549217946 |
| 8    | 2013年7月    | ISBN 9787549217953 |

《龙族Ⅱ 悼亡者之瞳》
江南原作，米二监制兼主笔，天津动漫堂出品，改编自小说第二部《悼亡者之瞳》，于《知音漫客》连载。单行本共11卷，由中国致公出版社出版。
| 集数 | 初版发售日期 | ISBN               |
| ---- | ------------ | ------------------ |
| 1    | 2013年8月    | ISBN 9787514505931 |
| 2    | 2013年8月    | ISBN 9787514505177 |
| 3    | 2014年4月    | ISBN 9787514506600 |
| 4    | 2014年4月    | ISBN 9787514506617 |
| 5    | 2014年12月   | ISBN 9787514507850 |
| 6    | 2014年12月   | ISBN 9787514507867 |
| 7    | 2015年4月    | ISBN 9787514508406 |
| 8    | 2015年4月    | ISBN 9787514508413 |
| 9    | 2015年8月    | ISBN 9787514508598 |
| 10   | 2015年8月    | ISBN 9787514508604 |
| 11   | 2015年8月    | ISBN 9787514508611 |

### 画集
《龙族大画集》
全力少年绘制，江南原著。中国致公出版社出版。
| 初版发售日期 | ISBN               |
| ------------ | ------------------ |
| 2012年4月    | ISBN 9787514501810 |

## 動畫
2022年8月19日上午10点，《龙族》动漫上线腾讯视频。該動畫由王昕执导。
- 原作：江南

- 動畫製作：洛水花原

- 導演：王昕

- 編劇：王昕

- 音樂：KOHTA YAMAMOTO

- 製作：企鵝影視

- 代理發行：騰訊視頻

- 首播日期：2022年8月19日

| 集数   | 播出日期      |
| ------ | ------------- |
| 第零集 | 2022年8月19日 |
| 第一集 | 2022年8月19日 |
| 第二集 | 2022年8月19日 |

片頭曲
《Ivory tower》
作詞：Benjamin&mpi
作曲、編曲：澤野弘之
主唱：SennaRin
片尾曲
《永夜》（中文配音版）
作詞：崇崇安@金蝸牛lrc
作曲：姜海威
編曲：楊格
主唱：胡夏
《Lanternoid》（日語配音版）
作詞、作曲、編曲、主唱：水槽